# Нагрудный знак «За отличие» МИД России
Нагрудный знак «За отличие» Министерства иностранных дел Российской Федерации — ведомственная награда Министерства иностранных дел Российской Федерации за отличие в труде. Учреждён приказом Министерства иностранных дел Российской Федерации от 6 июля 2010 года № 10886 «Об учреждении нагрудного знака „За отличие“ Министерства иностранных дел Российской Федерации».

## Основания награждения
Нагрудным знаком награждаются работники центрального аппарата МИД России, дипломатических представительств и консульских учреждений Российской Федерации, представительств Российской Федерации при международных (межгосударственных, межправительственных) организациях, территориальных органов — представительств МИД России на территории Российской Федерации, подведомственных Министерству организаций, проработавшие в системе МИД России не менее 15 лет.
Награждение производится:
- за личные заслуги в разработке и реализации внешнеполитического курса Российской Федерации,
- за активную дипломатическую деятельность,
- за образцовое выполнение должностных обязанностей,
- за высокие достижения в труде и безупречную работу.

Юбилейные даты структурных подразделений или работников МИД России не являются основанием для награждения.
Награждает знаком Министр иностранных дел Российской Федерации.

## Порядок ношения
Нагрудный знак носится на правой стороне груди и располагается ниже государственных наград Российской Федерации, после нагрудного знака к званию «Почётный работник Министерства иностранных дел Российской Федерации».

## Описание знака
Нагрудный знак представляет собой четырехлучевой крест с округленными концами лучей. Бирюзовые лучи окаймлены лентами белой эмали. Диаметр окружности креста — 40 мм. Крест возложен на золотой лавровый венок, обрамляющий рустованное от центра поле. В центре знака находится схематическое изображение земного шара на круглом рубиновом медальоне. Слева и снизу земной шар поддержан золотой пальмовой ветвью, а сверху и справа по окружности золотые литеры надписи «За отличие». В верхней части с помощью ушка и переходного кольца знак крепится к прямоугольной колодке, как у знака к званию «Почётный работник Министерства иностранных дел Российской Федерации». Ширина муаровой шелковой ленты — 24 мм. По бирюзовому полю ленты справа и слева белые полосы в соотношении: 2 мм — бирюзовый цвет, 2 — белый, 16 — бирюзовый, 2 — белый и 2 — бирюзовый. На оборотной стороне знака надпись в две строки «МИД России» и ниже «№ ___».
Лацканный (фрачный) вариант повторяет рисунок креста, но внутри венка вместо рустовки бирюзовая эмаль и в центральной части отсутствует медальон с надписью.
Размер лацканного знака — 18 мм по диаметру описанной окружности креста.